# Валериан Младши
Публий Лициний Валериан Младши или Валериан Младши (на латински: Publius Licinius Valerianus Minor; Valerian the Younger) е син на римския император Валериан I и Егнация Мариниана. Брат е на император Галиен (Публий Лициний Галиен). През 265 г. той e консул.